# Лударь
Мыс Луда́рь — мыс на северо-западном побережье Байкала, в 2 километрах к северо-востоку от села Байкальское. Является южным входным мысом Лударской губы и представляет собой северную оконечность зубчатого утёса, полого спускающегося в сторону суши.
На мысе находится прибойно-волновая пещера, при раскопках в которой найдены обломки керамической посуды курыканского времени (V—XI века). Рядом с пещерой найдена стоянка новокаменного века, имеющая возраст приблизительно 4 тысячи лет.

На вершине горы Лударь имеются остатки каменной кладки высотой 0,3—0,5 м, огораживающей участок площадью 3—4 м².

Галерея
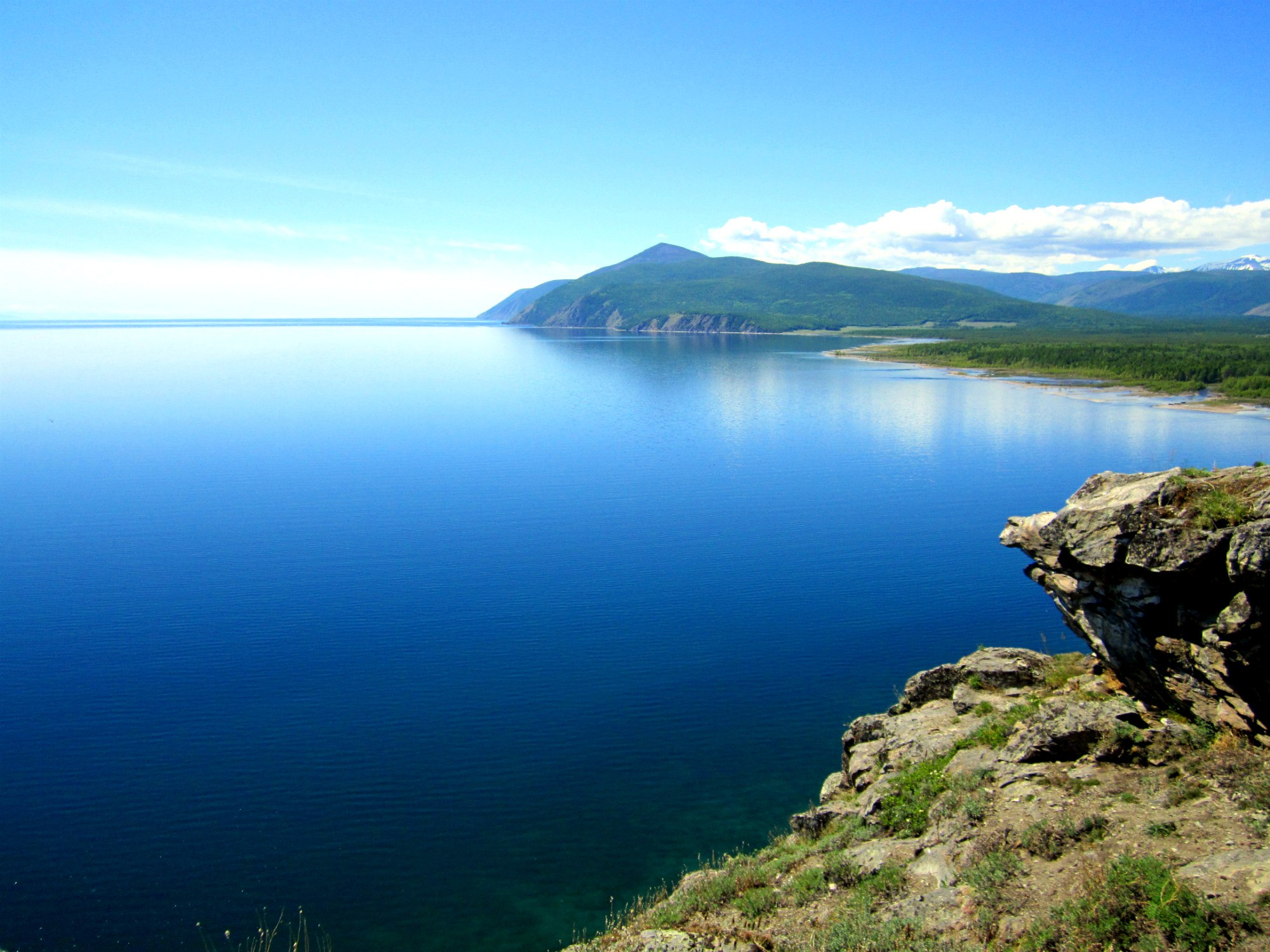
Мыс Лударь
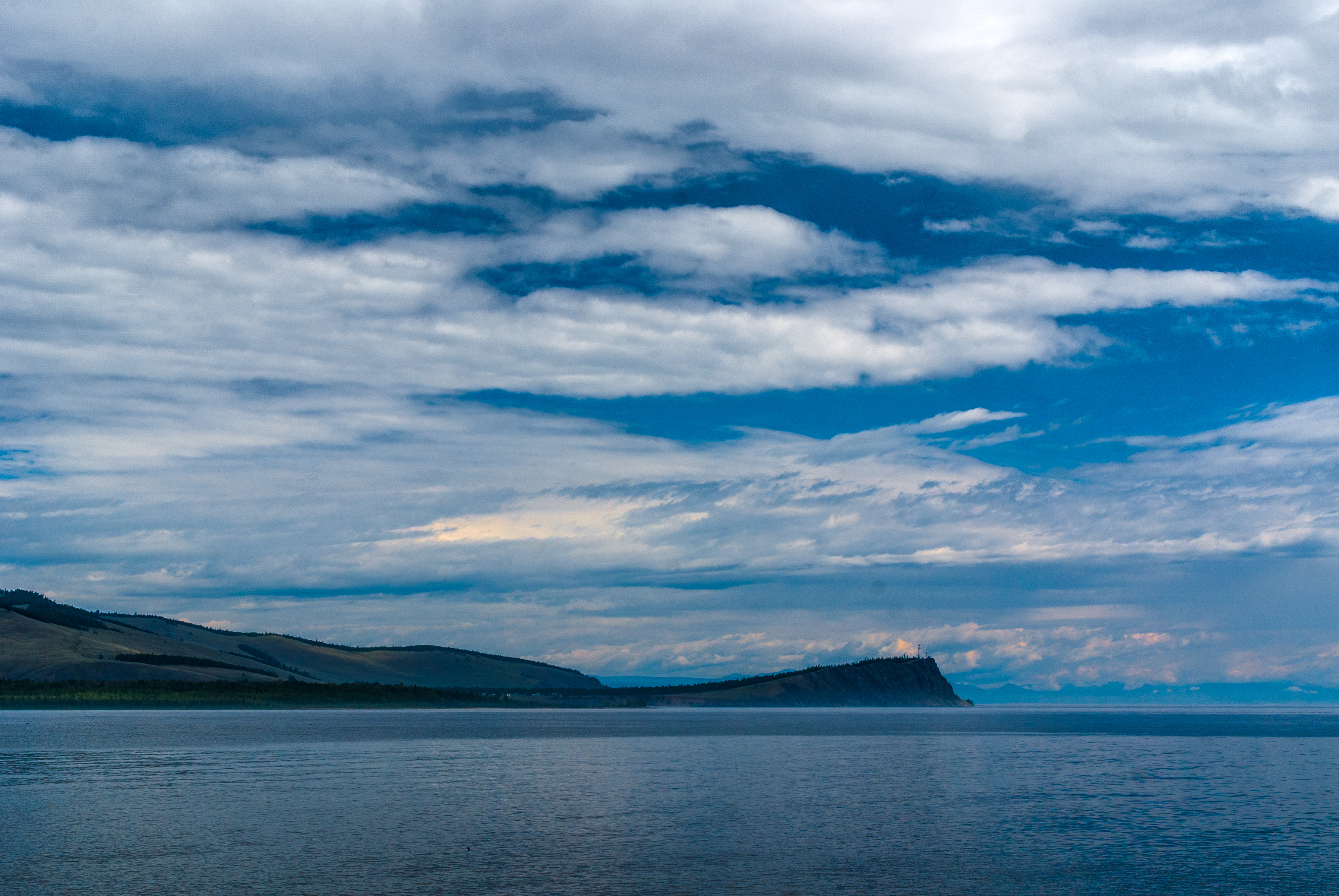
Мыс Лударь, вид
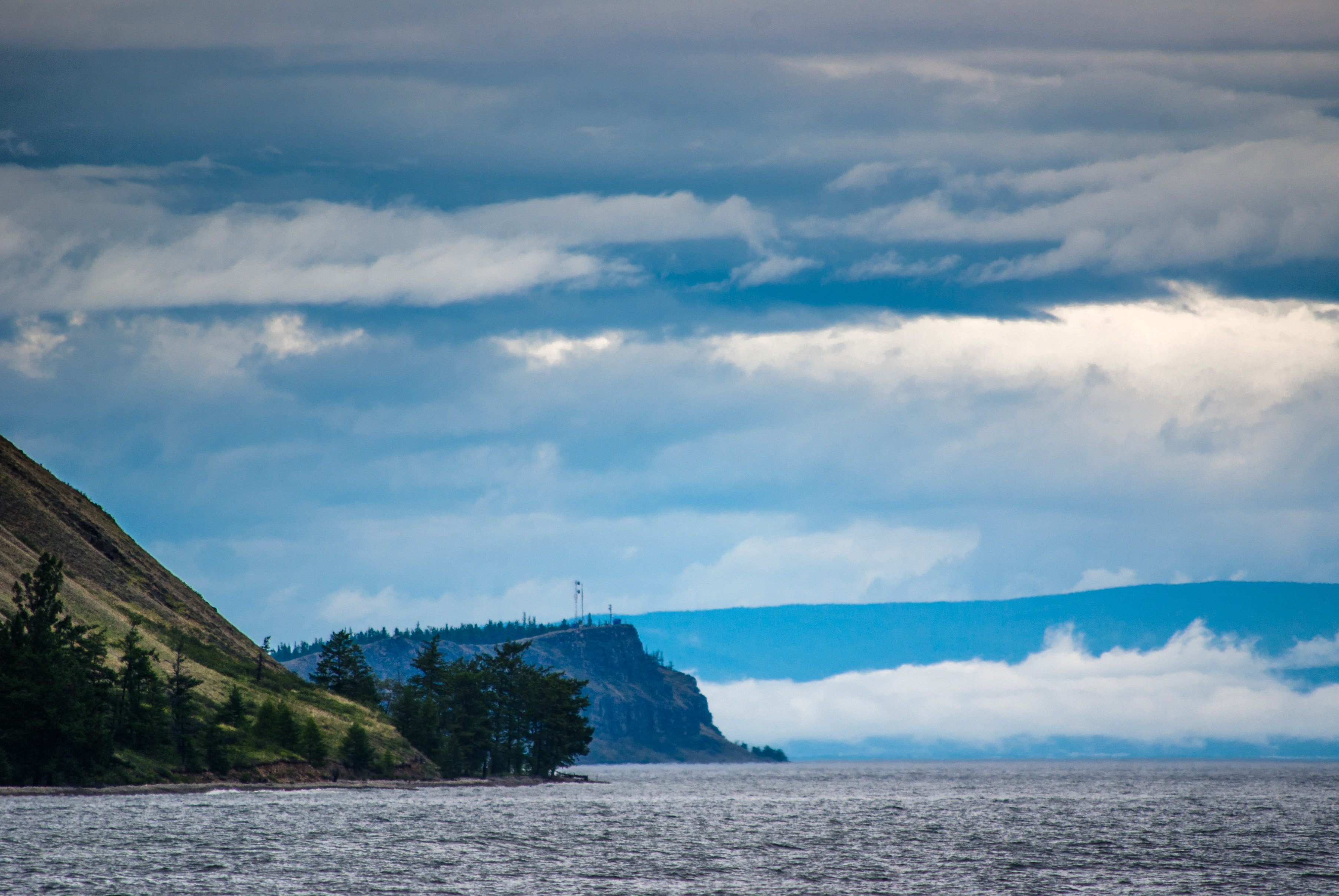
Мыс, облака и туман
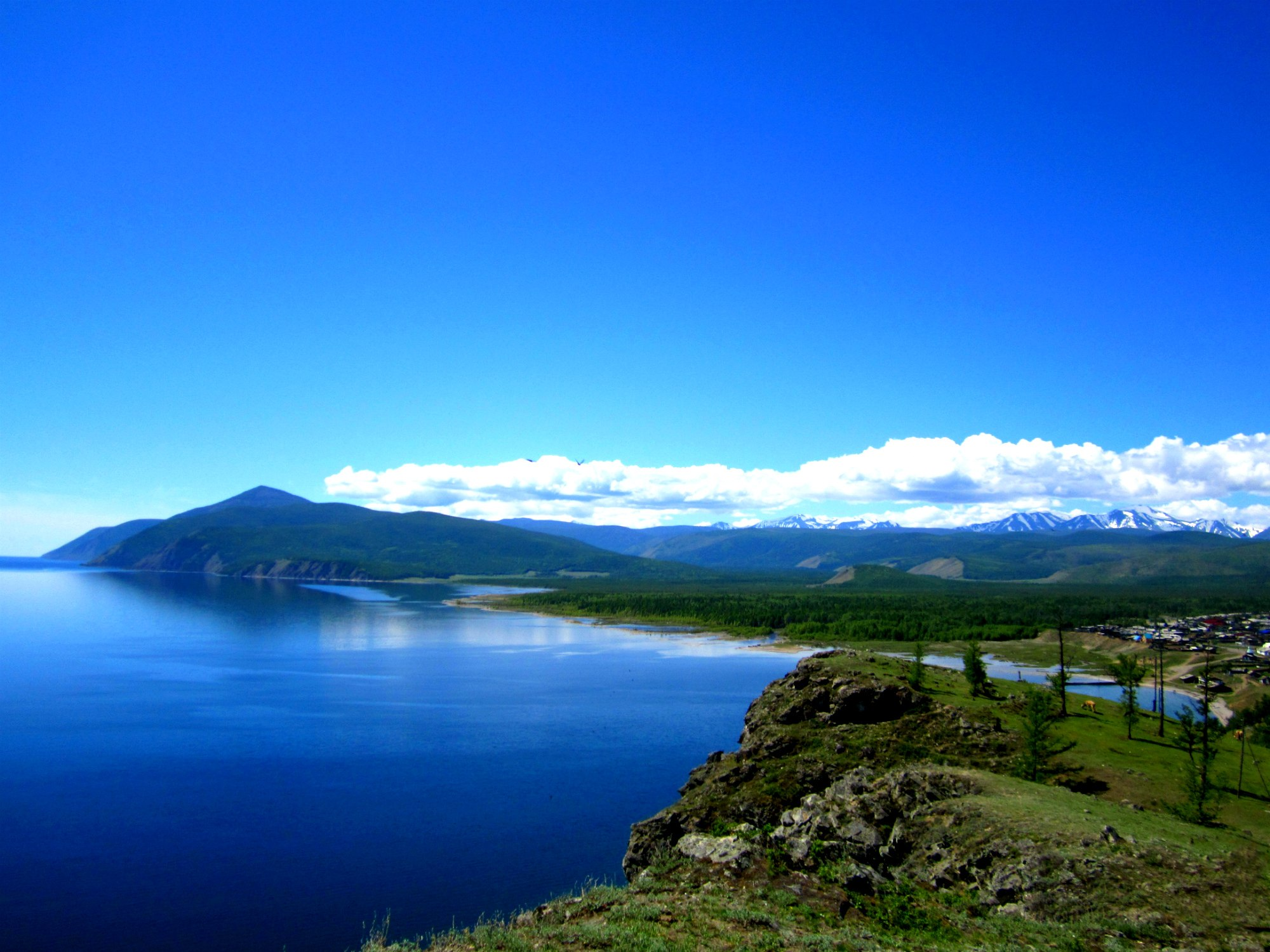
Мыс Лударь, вид из с. Байкальское
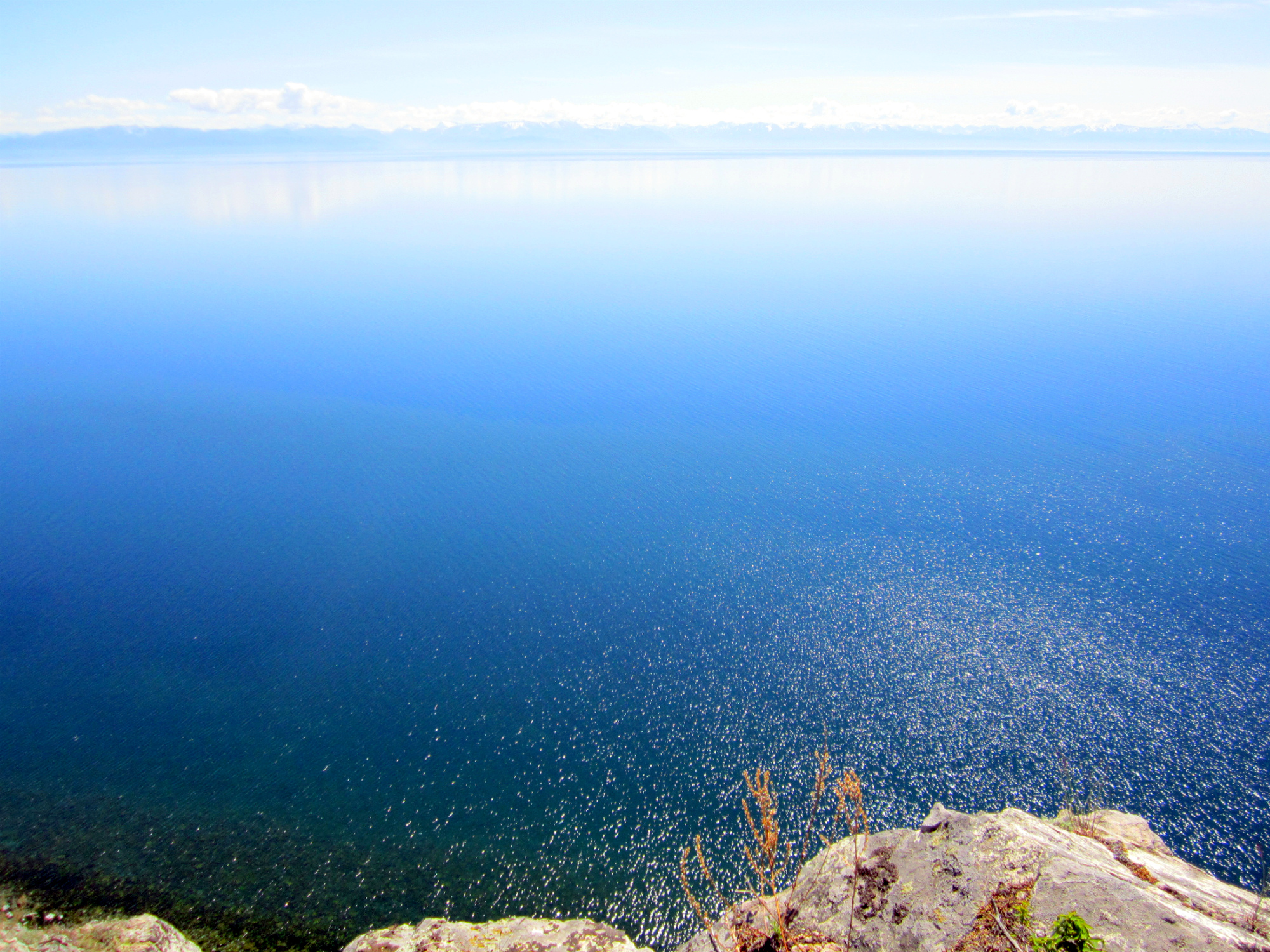
Синяя вода
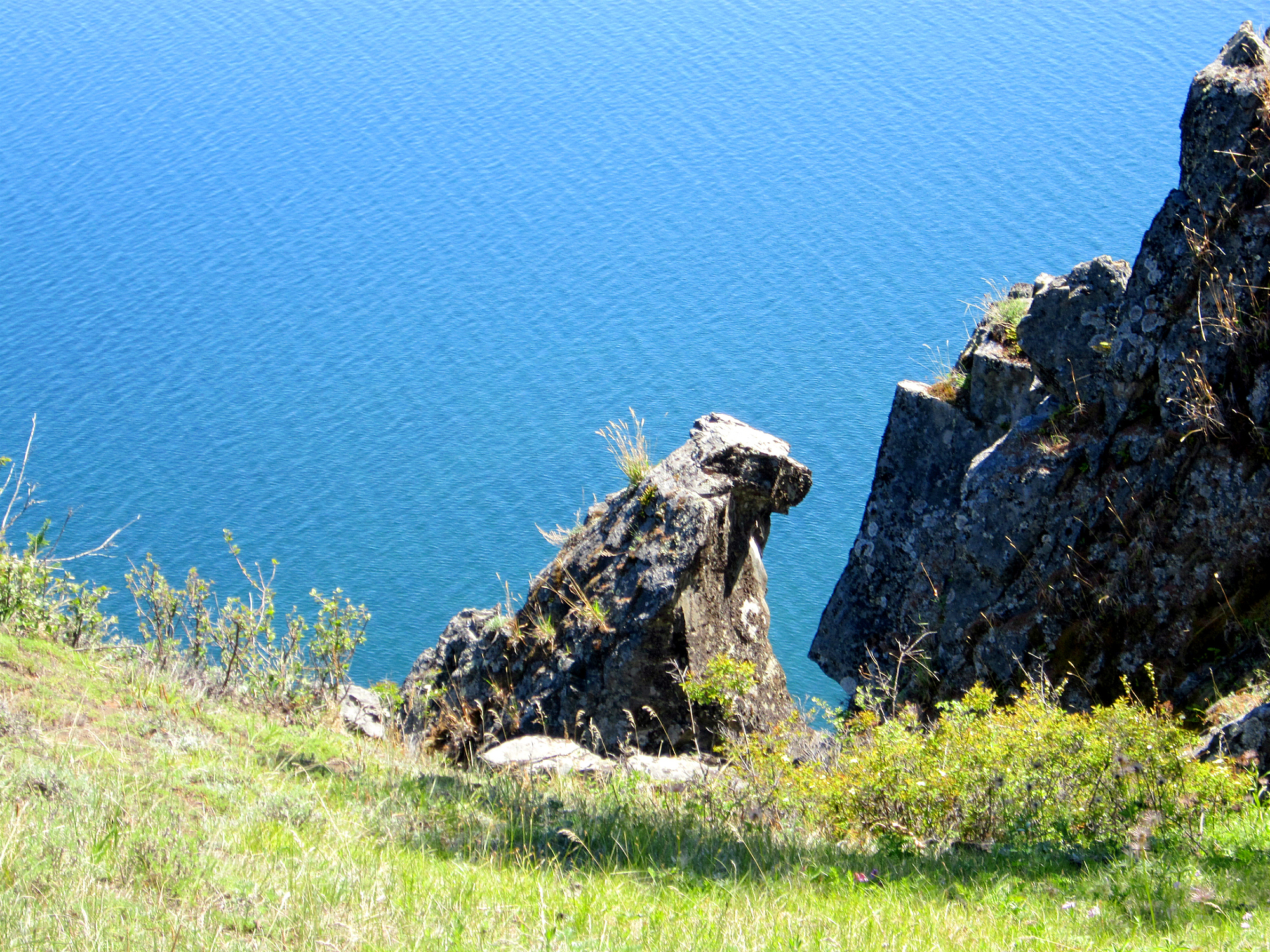
«Каменный медведь»